# Udine (tỉnh)
Tỉnh Udine (tiếng Ý: Provincia di Udine, tiếng Friulia Provincie di Udin) là một tỉnh ở vùng tự trị Friuli-Venezia Giulia của Ý, giáp với Áo và Slovenia. Tỉnh lỵ là thành phố Udine.
Tỉnh này có diện tích 4.905 km² và tổng dân số là 518.840 người (2001). Tỉnh có bờ biển dài 16 km. Có 137 đô thị trong tỉnh này. Tại thời điểm 31/5/2005, các đô thị xếp theo dân số là:
| Đô thị                 | Dân số |
| ---------------------- | ------ |
| Udine                  | 96.588 |
| Codroipo               | 14.943 |
| Tavagnacco             | 13.397 |
| Cervignano del Friuli  | 12.705 |
| Latisana               | 12.700 |
| Cividale del Friuli    | 11.498 |
| Gemona del Friuli      | 11.146 |
| Tolmezzo               | 10.534 |
| Tarcento               | 8.989  |
| Pasian di Prato        | 8.862  |
| San Daniele del Friuli | 7.963  |
| Tricesimo              | 7.510  |
| San Giorgio di Nogaro  | 7.428  |
| Campoformido           | 7.382  |
| Manzano                | 6.862  |
| Buia                   | 6.766  |
| Lignano Sabbiadoro     | 6.759  |
| Pozzuolo del Friuli    | 6.560  |
| Fagagna                | 6.115  |
| Majano                 | 6.011  |